# Havsål
Havsål (Conger conger) är en art i familjen havsålar av ordningen ålartade fiskar som lever i östra Atlanten; från Norge och Island i norr till Senegal i söder. Den finns även i Medelhavet och i Svarta havet. 
Havsålen är en bottenlevande, nattaktiv art som återfinns på djup ner till cirka 1 150  meter. Den kan bli upp till 3 meter lång och väga över 100 kilogram som mest. Den lever på fiskar, kräftdjur och bläckfiskar.
Havsålen får avkomma enbart en gång under sin levnad, och den blir könsmogen någon gång vid 5–15 års ålder. Den lägger sin rom i Medelhavet och i Atlanten utanför Portugal. En hona kan producera upp till 8 miljoner ägg. Unga havsålar lever nära kusten, men vuxna individer återfinns längre ut till havs.
Havsålen är en uppskattad matfisk. 

## Förekomst i Sverige
Havsålen är en relativt ny art i Sverige. Den lever i saltvatten gärna på större djup. Svenskt sportfiskerekord är 11,99 kilogram.

## Namnförbistring
I handeln förekommer flådd pigghaj med borttaget huvud, ibland felaktigt kallad havsål.